# Onuphis opalina
Onuphis opalina är en ringmaskart som först beskrevs av Addison Emery Verrill 1873.  Onuphis opalina ingår i släktet Onuphis och familjen Onuphidae. Arten har ej påträffats i Sverige. Inga underarter finns listade i Catalogue of Life.